# Ratiboř u Jindřichova Hradce
Ratiboř (deutsch Rothwurst) ist eine Gemeinde mit etwa 190 Einwohnern in Tschechien. Sie liegt sieben Kilometer westlich von Jindřichův Hradec und gehört zum Okres Jindřichův Hradec.

## Geographie
Ratiboř befindet sich in der Kardašořečická pahorkatina am Rande des Wittingauer Beckens. Westlich liegt der große Teich Holná und im Norden das Waldgebiet Kornice, das auch Svatá Barbora genannt wird.
Nachbarorte sind Velký Ratmírov und Děbolín im Nordosten, Matná im Osten, Buk im Südosten, Roseč im Süden, Evženovo Údolí im Südwesten, Cikar im Westen sowie Nítovice und Mnich im Nordwesten.

## Geschichte
Ratiboř wurde 1265 erstmals urkundlich erwähnt. Es entstand während der Herrschaft der Witigonen zwischen 1220 und 1237, als die Gegend durch die Deutschordensritter kolonisiert wurde. Durch das Dorf führte der alte Weitraer Steig von Österreich nach Böhmen. An der Furt durch den Matenský potok entstand am Kornicewald die Feste Čestův hrádek, von der heute nichts mehr erhalten ist. Nach der Gründung der Stadt Jindřichův Hradec erhielt der alte Steig ab 1293 eine neue Wegeführung, die östlich der alten über Jindřichův Hradec verlief und Ratiboř nicht mehr berührte. 1794 wurde Ratiboř zur neu errichteten Pfarrei Roseč umgepfarrt. 1976 wurde Ratiboř zusammen mit Roseč nach Hatín eingemeindet.

## Gemeindegliederung
Für die Gemeinde Ratiboř sind keine Ortsteile ausgewiesen. Zu Ratiboř gehören das Forsthaus Svatá Barbora (St. Barbara) und die Einschicht Holenský Dvůr (Hollnauer Hof).

## Sehenswürdigkeiten
- Glockenturm am Dorfplatz
- Kirche der Hl. Barbara im Kornicewald
- Forsthaus Svatá Barbora vis-a-vis der Kirche
- Teich Holná mit 220 ha Wasserfläche und darin befindlicher Insel Naxos